# Estación Bordenave
Bordenave era una estación de ferrocarril ubicada en la ciudad de Bordenave, Partido de Puan, Provincia de Buenos Aires, Argentina.

## Servicios
Pertenece al Ferrocarril General Roca en su ramal entre Darregueira hasta Bahía Blanca.
No presta servicios de pasajeros desde 1978, sin embargo por sus vías corren trenes de carga, a cargo de la empresa Ferroexpreso Pampeano.